# Euodynerus maximilianus
Euodynerus maximilianus är en stekelart som beskrevs av Gusenleitner 1998. Euodynerus maximilianus ingår i släktet kamgetingar, och familjen Eumenidae. Inga underarter finns listade i Catalogue of Life.